# Copenhagen Masters 1993
Das Copenhagen Masters 1993 im Badminton war die erste Auflage dieser Turnierserie. Es fand vom 27. bis zum 29. Dezember 1993 im Cirkusbygning in Kopenhagen statt.

## Finalergebnisse
| Disziplin    | Sieger                            | Finalist                    | Ergebnis         |
| ------------ | --------------------------------- | --------------------------- | ---------------- |
| Herreneinzel | Thomas Stuer-Lauridsen            | Poul-Erik Høyer Larsen      | 15-10, 15-5      |
| Dameneinzel  | Camilla Martin                    | Bang Soo-hyun               | 11-2, 6-11, 11-4 |
| Herrendoppel | Jon Holst-Christensen Thomas Lund | Henrik Svarrer Jim Laugesen | 15-3, 15-3       |